# 원부 (연호)
원부(元符, 1098년 6월 ~ 1100년)는 북송 철종(哲宗) 조후(趙煦)의 세번째 연호이다. 2년 7개월 가량 사용하였다. 철종(哲宗)이 죽고나서 휘종(徽宗)이 건중정국으로 개원할 때까지 사용하였다.

## 개원
- 소성(紹聖) 5년 5월 19일[1](1098년 6월 20일)에 연호를 원부(元符)로 정하고, 다음 달 6월 1일[2](1098년 7월 2일)에 개원함.[3][4][5][6]

- 원부(元符) 3년 11월 8일[7](1099년 12월 10일)에 연호를 건중정국(建中靖國)으로 정하고, 다음 해 1월 1일[8](1101년 1월 31일)에 개원함.[9][10][5][6]

## 연대 대조표
| 원부       | 원년           | 2년        | 3년        |
| 서기(西紀) | 1098년         | 1099년     | 1100년     |
| 간지(干支) | 무인(戊寅)     | 기묘(己卯) | 경진(庚辰) |
| 요(遼)     | 수창(壽昌) 4년 | 5년        | 6년        |

## 동시대 연호

### 중국
요(遼)
- 수창(壽昌) (1095년 ~ 1101년)

서하(西夏)
- 영안(永安) (1098년 ~ 1100년)

대리국(大理國)
- 명개(明開) (1097년 ~ 1103년)

### 베트남
- 호이퐁(會豊) (1092년 ~ 1100년)

### 일본
- 조토쿠(承德) (1097년 ~ 1099년)
- 고와(康和) (1099년 ~ 1104년)

## 같이 보기
- 중국의 연호 목록